# Йоахім Франк
Йоахім Франк (англ. Joachim Frank; нар. 12 вересня 1940) — американський біофізик німецького походження, лауреат Нобелівської премії з хімії 2017 року за розвиток методу кріоелектронної мікроскопії. Він розділив цю премію з Жаком Дюбоше зі Швейцарії та Річардом Гендерсоном із Шотландії.
Франк вважається засновником одночастинкової кріоелектронної мікроскопії, Йому також належить значний внесок у дослідження будови та функції рибосом у бактеріях та еукаріотах.